# Morto manovrato
La tecnica di pesca del morto manovrato (o tecnica drakovic) prevede l'utilizzo di piccoli pesci come scardole e vaironi morti, innescati su un terminale d'acciaio composto da due cavetti terminanti con una o più ancorette.
Questa tecnica permette al pesce morto che viene calato sul fondale del fiume o del lago di tenere una postura che lo fa sembrare vivo agli occhi del pesce predatore. Alla realizzazione dell'effetto contribuiscono sia il movimento che il pescatore imprime alla esca nell'alzarla e farla calare nuovamente verso il fondale, sempre mantenendo la sagoma del pesce nella sua postura naturale, sia le correnti d'acqua che fanno muovere il pesce da destra a sinistra e viceversa sul perno dove è fissato, un po' come le correnti d'aria e i venti muovono la banderuola.